# Раго, Пабло
Пабло Раго (исп. Pablo Rago, род. 24 сентября 1972 года, Буэнос-Айрес) ― аргентинский актер.

## Карьера
В 1985 году Раго сыграл в фильме «Официальная версия», которая получила премию Оскар за лучший иностранный фильм. Затем он снялся в сериале «Друзья есть друзья». В 1994 году снялся вместе с Паолой Крум в сериале «Непокорное сердце».
В 2002 году он снялся в популярном сериале «Качорра» вместе с Натальей Орейро. В 2006 году дебютировал в качестве режиссёра театра вместе с Луисом Цицеро в пьесе «Странная пара», которая также снялась с Карлосом Калво. В том же году он снялся с Фабианом Веной в первом сезоне «Моска и Смит». Затем в сериале «Водяные ветры».
В 2009 году он снялся в телекомедии «Научи меня жить». В том же году сыграл Моралеса в драме «Тайна в его глазах», который получил премию Оскар за лучший иностранный фильм. В 2010 году сыграл Проспера Мануэля Бельграно в фильме «Бельграно». В 2013 году озвучил мультфильм «Суперкоманда». В 2018 году сыграл Коко в телекомедии «100 дней, чтобы влюбиться», в 2020 — в драме Афера века.

## Личная жизнь
Раго был женат на аргентинской журналистке и политике Сандре Петтовельо в 1993—1994 годах.
Находился в отношениях с уругвайской актрисой Марией Карамбулой в течение семи лет, у пары есть сын, Вито.